# Bucking the Truth
Bucking the Truth è un film muto del 1926 diretto da Milburn Morante. Il regista era un ex attore di vaudeville che era approdato al cinema nel 1914. Dopo una breve esperienza da produttore con una sua società, era passato dietro alla macchina da presa, girando una serie di western a basso costo che avevano quasi sempre come protagonista Pete Morrison.

## Produzione
Il film fu prodotto dall'Universal Pictures (con il nome Blue Streak Western).

## Distribuzione
Distribuito dall'Universal Pictures, il film - presentato da Carl Laemmle - uscì nelle sale cinematografiche USA il 18 luglio 1926. In Brasile fu ribattezzato con il titolo A Verdade dos Fatos.